# San Pancrazio (Russi)
San Pancrazio è una frazione del comune di Russi, in provincia di Ravenna, di 1 902 abitanti.

## Monumenti

### Architetture religiose
Sorge nel territorio della frazione ed è una chiesa protoromanica con battistero e campanile annessi. Lo stile architettonico fa risalire l'inizio della costruzione fra VIII e IX secolo. La prima notizia documentale risale all'anno 963. Un'iscrizione marmorea su un pilastro pone la sua consacrazione all'anno 1058. Ha una struttura originaria a tre navate con pilastri rostrati con sette archi per parte. L’abside internamente è circolare ed esternamente poligonale. Le fiancate della pieve presentano archetti pensili e strette monofore e vi è una piccola monofora sopra l'ingresso. Fu parzialmente modificata in epoca barocca con l’aggiunta di cappelle laterali e di un soffitto a volta. La chiesa fu parzialmente distrutta nel 1944 durante il secondo conflitto mondiale: minata fu fatta esplodere. Le parti distrutte furono ricostruite nel dopoguerra restituendole l'originario aspetto e recuperando il soffitto ligneo.

### Altri edifici storici
Nel territorio di San Pancrazio si trovano anche la Villa dei Principi Chiaramonti, nipoti di Papa Pio VII; il Palazzo Capra, edificio del XVII secolo e il Museo della Vita Contadina in Romagna.

## Sistema stradale
San Pancrazio è una zona attraversata dalla Strada Provinciale 5 (Via Molinaccio/Via Cupa) che parte da Russi e arriva sulla SS67 (La strada statale 67 Tosco-Romagnola).

## Sistema scolastico
Nella frazione sono presenti la scuola materna "Don Ferdinando Conti" e la scuola primaria "M.Fantozzi".